# بوستر غولد
بوستر غولد هو بطل خارق في دي سي كومكس،ظهرت الشخصية لأول مرة في فبراير 1986.